# Rhyparus anneae
Rhyparus anneae är en skalbaggsart som beskrevs av Zdzisława Stebnicka 1998. Rhyparus anneae ingår i släktet Rhyparus och familjen Aphodiidae. Inga underarter finns listade i Catalogue of Life.